# Karru (sockenhuvudort i Kina, Tibet Autonomous Region, lat 29,35, long 90,09)
Karru (kinesiska: Karu, 卡如, 卡如乡) är en sockenhuvudort i Kina. Den ligger i den autonoma regionen Tibet, i den sydvästra delen av landet, omkring 110 kilometer väster om regionhuvudstaden Lhasa. Antalet invånare är 1 101. Befolkningen består av 521 kvinnor och 580 män. Barn under 15 år utgör 24,0 %, vuxna 15-64 år 67 %, och äldre över 65 år 7,0 %.
Runt Karru är det glesbefolkat, med 12 invånare per kvadratkilometer. Närmaste större samhälle är Kangxung, 6,9 km söder om Karru. Trakten runt Karru består i huvudsak av gräsmarker.
Genomsnittlig årsnederbörd är 713 millimeter. Den regnigaste månaden är juli, med i genomsnitt 262 mm nederbörd, och den torraste är november, med 1 mm nederbörd.